# Sastre Sport Asunción
Sastre Sport – paragwajski klub piłkarski z siedzibą w mieście Asunción.

## Osiągnięcia
- Mistrz drugiej ligi paragwajskiej (4): 1918, 1921, 1925, 1931

## Historia
Klub Sastre Sport w 1911 roku wziął udział w pierwszych mistrzostwach Paragwaju Ligi Centenario, która pod koniec swego istnienia zmieniła nazwę na Asociación Paraguaya de Fútbol. Klub Sastre Sport grał aż do samego końca istnienia Ligi Centenario w 1917 roku. Wówczas utworzona została specjalna liga o nazwie División Transitoria, z której dwa najlepsze kluby miały awansować do pierwszej ligi Liga Paraguaya de Fútbol. Klub Sastre Sport na 6 drużyn zajął w División Transitoria czwarte miejsce i nie awansował do pierwszej ligi. Udało się to jednak w 1918 roku. W 1919 Sastre Sport na 10 drużyn zajął 9 miejsce zdobywając 9 punktów. W 1920 roku klub z 11 punktami zajął ostatnie, 10 miejsce, i spadł do drugiej ligi, do której powrócił już w następnym roku. Ze względu na wojnę domową w 1922 roku liga pauzowała. W 1923 roku klub Sastre Sport zdobył 8 punktów i zajął ostatnie, 10 miejsce. Nie spadł jednak z ligi, gdyż ta powiększona została do 11 zespołów. W 1924 klub zajął ostatnie, 11 miejsce, i kolejny raz spadł z pierwszej ligi, by znów powrócić do niej w 1925 roku. W 1926 roku klub Sastre Sport zajął ostatnie, 10 miejsce i trzeci raz spadł z pierwszej ligi, do której już nie powrócił.